# Гусаковский сельский округ
Гусаковский сельский округ (каз. Гусаков ауылдық округі) — административная единица в составе Айыртауского района Северо-Казахстанской области Казахстана. Административный центр — село Гусаковка.
Население — 1806 человек (2009, 2866 в 1999, 3376 в 1989).

## История
Гусаковский сельсовет образован 9 марта 1978 года. 24 декабря 1993 года решением главы Кокчетавской областной администрации создан Гусаковский сельский округ.
В состав сельского округа вошла территория ликвидированного Новосветловского сельского совета (села Новосветловка, Береславка, Красный Кордон). Село Пронькино было ликвидировано, село Малосергеевка было ликвидировано в 2014 году, а село Красный Кордон — в 2015 году.

## Состав
В состав округа входят такие населенные пункты:
| Населенный пункт     | Население, человек (1989) | Население, человек (1999) | Население, человек (2009) |
| -------------------- | ------------------------- | ------------------------- | ------------------------- |
| Береславка, село     | 467                       | 409                       | 241                       |
| Гусаковка, село      | 1160                      | 1238                      | 812                       |
| Карсаковка, село     | 283                       | 229                       | 186                       |
| Красный Кордон, село | 166                       | 120                       | 1                         |
| Малосергеевка, село  | 109                       | 53                        | 2                         |
| Новосветловка, село  | 982                       | 817                       | 564                       |
| Пронькино, село      | 209                       | 167                       | -                         |